# Alexandre Bérard
Pour les articles homonymes, voir Bérard.
Alexandre Bérard, né le 3 février 1859 à Lyon et mort le 20 avril 1923 à Paris, est un avocat et homme politique français.

## Biographie

### Jeunes années
Il est le fils d'Ernest Bérard, fabricant de soieries et député du Rhône de 1889 à 1898. Ernest est engagé dans le mouvement fouriériste lyonnais, et lutte farouchement contre Napoléon III.
Malgré l'engagement républicain et radical de son père, Alexandre étudie chez les chartreux de Lyon, avant d'obtenir le doctorat de Droit à la Faculté de la ville en 1882.
En tant que jeune attaché du Procureur général de Lyon, Alexandre Bérard porte en 1883 la parole dans « l'affaire Antoine Cyvoct », anarchiste qu'il réussit à faire condamner. L'affaire aura un certain retentissement et marquera Bérard qui se passionnera pour l'anarchisme.

### Carrière politique

#### Le parlementaire
D'abord élu conseiller Général d'Ambérieu (il le restera jusqu'à sa mort), il deviendra en 1893, député de l'Ain, remportant l'élection dans la circonscription de Trévoux.
Dès ses débuts au Conseil général, Bérard est très actif en séance. Il se place rapidement dans le camp de Joseph Pochon, facilitant la prise de pouvoir de celui-ci en 1892. À la mort de Pochon, il fait figure d'héritier naturel de ce dernier, ce qui lui assurera une carrière politique ; il deviendra ainsi  président du conseil général de l'Ain à la mort de celui-ci.
Le 9 février 1908, il est élu sénateur de l'Ain, il laisse donc son mandat de député. Il sera réélu deux fois : le 7 janvier 1912 et le 9 janvier 1921. Il restera sénateur jusqu'à sa mort, devenant même vice-président de cette assemblée à partir de 1919 (d'ailleurs réélu chaque année à cette fonction, jusqu'à sa mort).
Pendant sa carrière de sénateur, il est le chef de file de l'opposition au droit de vote des femmes, estimant dans un rapport parlementaire (n° 564), le 3 octobre 1919, que :
« Donner le droit de vote aux femmes en France en ce moment, c’est faire dans l’inconnu le saut le plus formidable, plus grand que celui que, en 1848, on fit dans notre pays, par l’adoption spontanée du suffrage universel ; dans l’ignorance et l’inexpérience de celui-ci, nous avons vu le prince Louis-Napoléon Bonaparte élevé sur le pavois, le crime du 2 décembre ratifié, dix-huit ans d’empire imposés à la France pour nous conduire, en définitive, à Sedan ! Les mains des femmes sont-elles bien faites pour le pugilat de l’arène publique ? Plus que pour manier le bulletin de vote, les mains de femmes sont faites pour être baisées, baisées dévotement quand ce sont celles des mères, amoureusement quand ce sont celles des femmes ou des fiancées. Consultez l’immense foule des femmes et vous vous rendrez vite compte que c’est leur très grande majorité qui, pour la vie publique, se refuse à abdiquer la grâce qui fait son charme et sa force, la maternité qui fait son incomparable grandeur, séduire et être mère, c’est pour cela qu’est faite la femme ; tout ce qui la détournera de son noble rôle humain, tout ce qui la détournera du foyer, est une violation de la loi humaine. »
Il conclut cependant son rapport par la proposition de loi suivante :
Article 1er. – Les lois et dispositions réglementaires sur l’électorat et l’éligibilité à toutes assemblées élues sont applicables à tous les citoyens français sans distinction de sexe.
Article 2. – Pour une durée d’un mois à dater de la promulgation de la présente loi, les listes électorales seront ouvertes à toutes inscriptions complémentaires selon l’article précédent.
Article 3. – La présente loi est applicable à l’Algérie.
Il est le promoteur de certaines lois : 
- la loi sur les étangs de la Dombes (adoptée en 1901 via un subterfuge : le passage par un amendement à la loi de finances qui a permis de contourner l'opposition du gouvernement) ;
- la loi sur la retraite des pompiers (financée par une taxe de 1 % sur les assurances) ;
- une loi interdisant le cumul d'indemnités parlementaires avec des traitements publics.

#### Le sous-secrétaire d'État

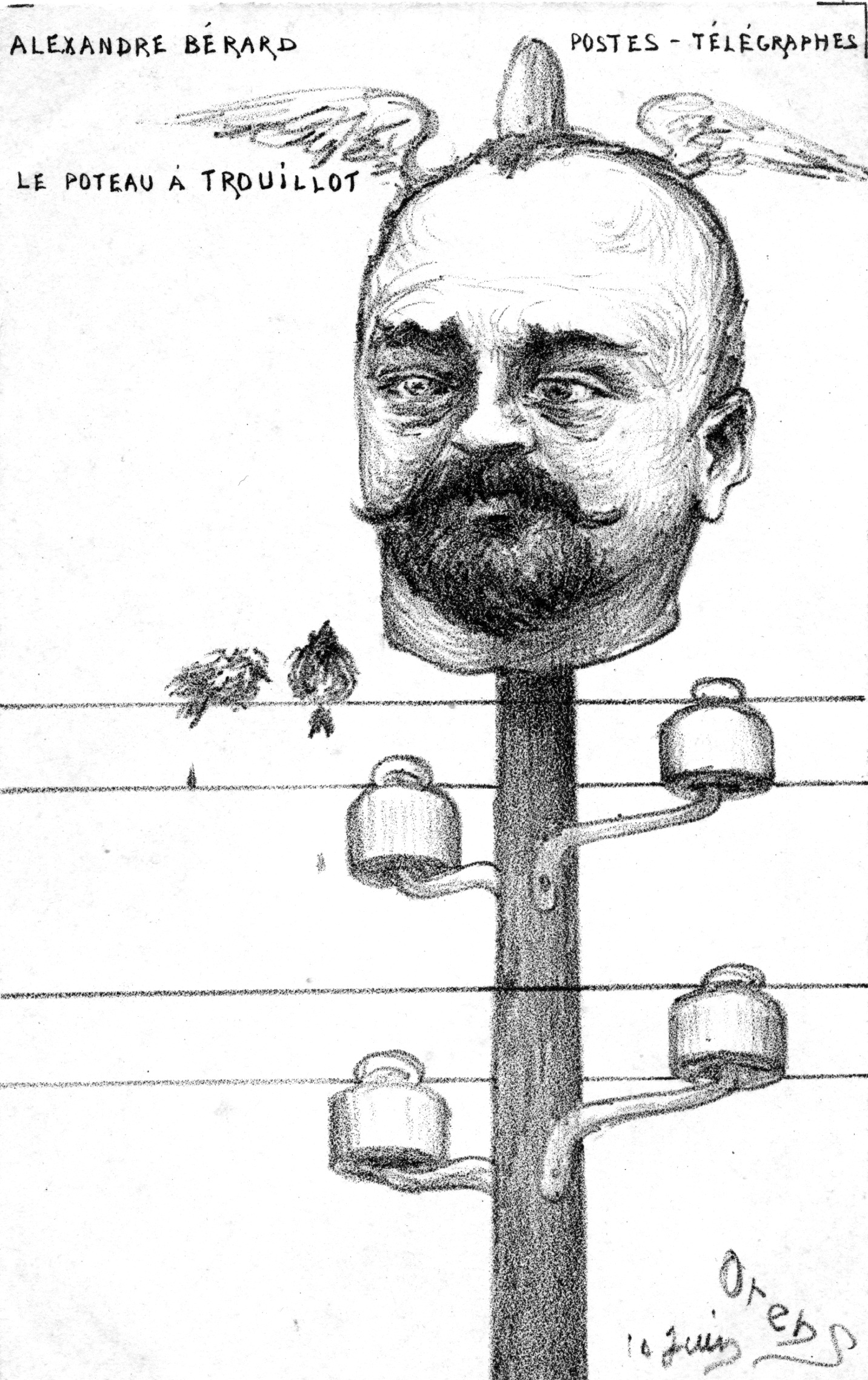
Caricature d'Alexandre Bérard ... en poteau télégraphique

Il est nommé sous-secrétaire d'État aux Postes et Télégraphes, le 10 juin 1902, et appartiendra ainsi aux gouvernements Émile Combes, Maurice Rouvier II, Maurice Rouvier III et au gouvernement Ferdinand Sarrien.
Il occupe cette fonction jusqu'au 25 octobre 1906, le temps de faire construire l'Hôtel des Postes d'Ambérieu et d'œuvrer à l'extension du réseau télégraphique à travers la France et dans les colonies, en encourageant divers projets de câbles sous-marins. Pour mémoire, c'est dans cette même période que le capitaine Ferrié utilise la tour Eiffel comme antenne pour son premier essai de radiodiffusion.
Il est ainsi membre du Gouvernement lors de l'adoption de la Loi de séparation des Églises et de l'État, dont il fut un ardent défenseur.

### Franc-maçonnerie

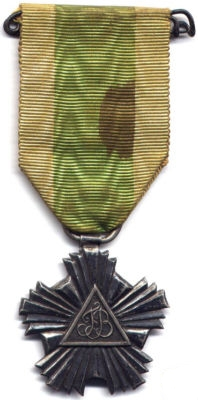
Médaille de la loge la Fraternité bugeysienne

Alexandre Bérard est initié franc-maçon en 1882 au sein d'une loge lyonnaise du Grand Orient de France, la même année que son père Ernest. Il deviendra ensuite l'une des autorités de la loge d'Ambérieu-en-Bugey de la Fraternité bugeysienne.
Il est un défenseur acharné de la laïcité, sur une ligne très anticléricale. À titre d'exemple; il écrivait en 1883 : 
« C'est en France que doit se livrer la bataille décisive entre la liberté et le despotisme, entre la démocratie et la théocratie, entre la société laïque, égalitaire, et le cléricalisme ».
Pour autant, fidèle à la constitution de l'ordre maçonnique, Bérard ne stigmatise jamais les croyants eux-mêmes. De plus, et malgré les railleries de ses détracteurs, il comprend la nécessité d'entretenir les édifices religieux à fort intérêt historique, dont notamment l'abbaye d'Ambronay. Il va même jusqu'à coopérer avec le clergé quand il s'agit de défendre ce patrimoine départemental. Il ne manque pas non plus d'honorer régulièrement la mémoire de Castellion, « apôtre de la pensée libre » mais pasteur. En résumé, l'anticléricalisme de Bérard est avant tout une farouche opposition à toute insertion de la religion
dans la vie de la cité. Il prône une laïcité comme gage du droit de croire à quoi que ce soit... ou de n'y pas croire.[réf. souhaitée]

## Hommages

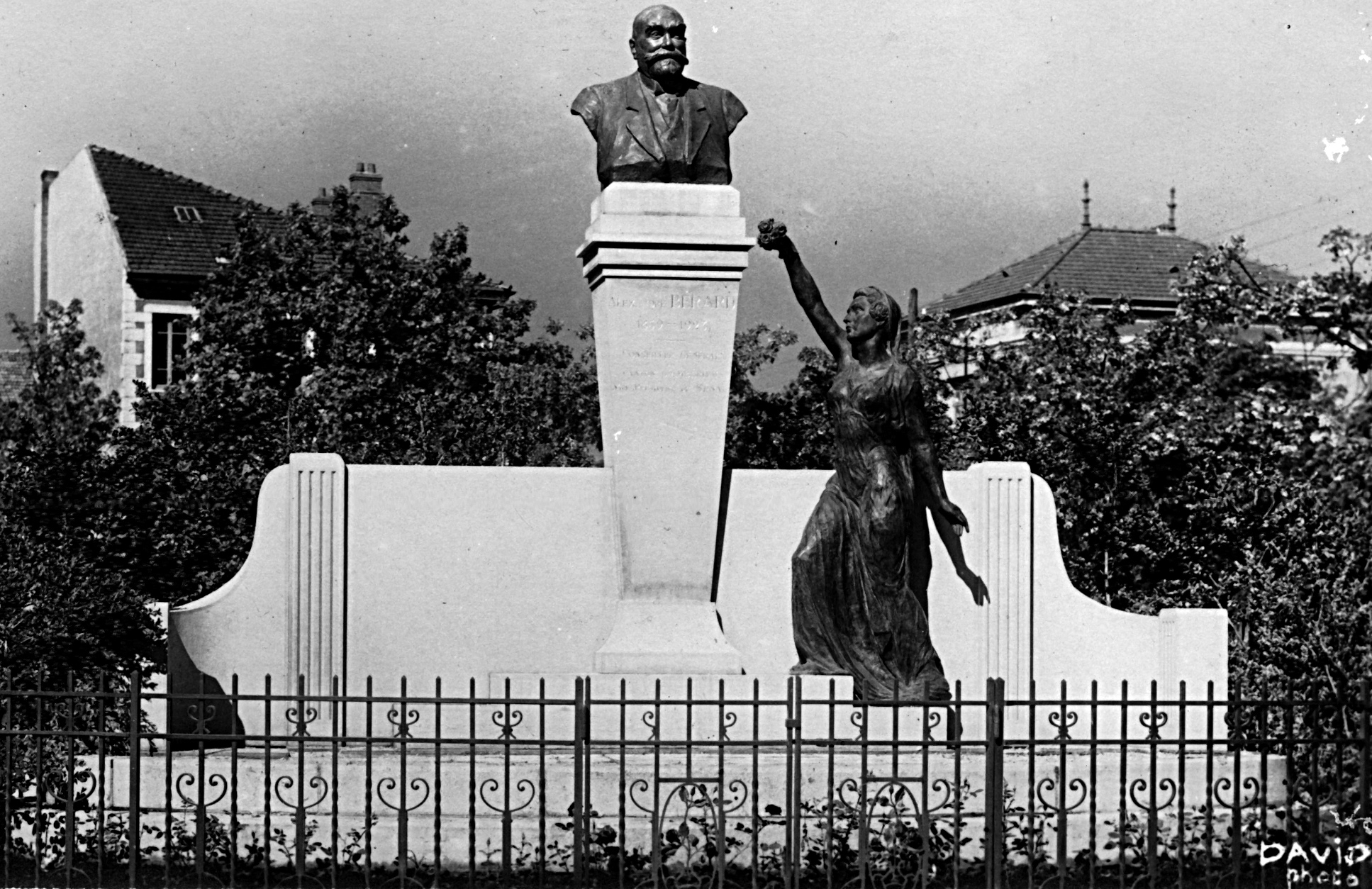
Buste d'Alexandre Bérard à Ambérieu (seconde version, après 1959)

- Il y a un lycée Alexandre-Bérard à Ambérieu-en-Bugey, d'ailleurs situé rue Alexandre-Bérard.
- À la mort d'Alexandre Bérard, le département érige son buste en bronze sur la place du Champ de Mars à Ambérieu. En 1943, celui-ci est enlevé au titre de la récupération des métaux non ferreux par les Allemands. Il fut reconstruit et à nouveau inauguré en avril 1959.

## Publications
- La responsabilité morale et la loi pénale, 1892.
- La publicité des exécutions, 1894.
- La dépopulation des campagnes, 1891.
- La criminalité en France, 1890.
- Les deux Chambres, leur histoire, leur théorie, 1885.
- Sur l'anarchie, 1897.
- Les étangs de la Dombes, 1898.
- La Convention, 1889.
- L'invasion arabe dans la Bresse, la Dombes et le Bugey, 1889
- Les Thermopyles de 1814 (récit de l'histoire du Bugey), 1898.
- Une Loi anti-économique (la loi Javal), 1890. [lire sur Wikisource]
- Les Vaudois, 1892.
- Marcella (roman gallo-romain).
- La Bresse et le Bugey historiques et pittoresques, 1906.
- À travers le sang vers la liberté (recueil d'articles publiés pendant la guerre), 1918.
- "Le vagabondage en France", in Archives d’anthropologie criminelle, Tome 13, p. 601-605, 1898.